# Päljor Dorje
(Lönchen) Shatra, persoonsnaam Päljor Dorje (ca. 1860 - ca. november 1919), was een Tibetaans politicus.

## Familie
Shatra behoorde oorspronkelijk tot de Shangga-familie. Hij trouwde zich echter in de Shatra-familie en nam die naam vervolgens aan. Hij was een welvarend man.

## Loopbaan
In 1890 begeleidde hij de Chinese amban op diens reis naar Darjeeling en ondersteunde hem tijdens de onderhandelingen die tot het Anglo-Chinees grensverdrag leidden. Kort erna werd hij benoemd tot Shappe (minister).
In 1903 werd hij samen met de andere drie leden van het kernkabinet (Kashag) door de Tsongdu beschuldigd van verraad. Shatra bevond zich in deze tijd in een lastig parket: hij zou volgens de Tsongdu samenzweren met de Britten. Andersom echter, beschuldigden de Britten hem van samenzwering met de Russen vanwege zijn medewerking aan Agvan Dorzjiev. Het resultaat van de beschuldiging van de Tsongdu leidde ertoe, dat de dertiende dalai lama hem degradeerde, afzette en hem verbande naar zijn landgoed Orong in Kongbu (Oost-Tibet). In 1915 rapporteerden de Britten dat hij afwisselend pro-Russisch en pro-Chinees was geweest, maar hij rond 1915 een sterk anti-Chinese en pro-Britse houding had.
In 1907, toen de dalai lama Tibet was ontvlucht, werd hij door de viceamban Zhang Yintang teruggeroepen naar Lhasa en benoemd tot adviseur van het parlement. Deze functie was vergelijkbaar met premier en deelde hij met twee andere kalön tripa's, Changkhyim en Sholkhang. In 1915 rapporteerden de Britten dat Shatra de hoogste van de drie Lönchens was.
Toen de dalai lama was teruggekeerd naar Lhasa won hij diens vertrouwen terug. In 1908 creëerde hij het ambt van Lönchen voor de drie premiers. In 1910 begeleidde hij de dalai lama tijdens diens reis naar Brits-Indië.
Tijdens de opstand van 1911 die een tijdperk van enkele decennia van onafhankelijkheid inluidden, stond hij de demonstranten moreel bij. In 1913-14 nam hij deel aan de Conventie van Simla.
In 1917 vertrok Shatra naar India voor een militaire opleiding door de Britten in exercitie, schietoefeningen en gevechtsoefeningen met een bajonet. Hij overleed in circa november 1919 aan malaria.

## Reputatie
Hij stond bekend als een progressief politicus en voorstander van hervormingen in Tibet. Hij had een sterk karakter en een vriendelijke manier van omgang.
Sir Charles Bell beschreef Shatra als volgt: Hij toonde mensenkennis en een politiek vermogen die velen tijdens de conferentie verraste. Zijn eenvoudige waardigheid en zijn charmerende wijze van doen maakten hem bemind bij elk die met hem in Simla of Delhi te doen had.